# BV De Graafschap in het seizoen 1961/62
Het seizoen 1961/1962 was het achtste jaar in het bestaan van de Doetinchemse betaaldvoetbalclub De Graafschap. De club kwam uit in de Tweede divisie en eindigde daarin op de 10e plaats. Tevens deed de club mee aan het toernooi om de KNVB beker, hierin werd de club in de eerste ronde uitgeschakeld door Zwolsche Boys (2–3).

## Wedstrijdstatistieken

### Tweede divisie
|       | Baronie | EDO   | Helmondia '55 | LONGA | N.E.C. | Oldenzaal | PEC   | RCH   | Roda Sport | Tubantia | UVS   | Velox | Zwartemeer | Zwolsche Boys |
| ----- | ------- | ----- | ------------- | ----- | ------ | --------- | ----- | ----- | ---------- | -------- | ----- | ----- | ---------- | ------------- |
| Thuis | 2 – 3   | 2 – 0 | 1 – 4         | 2 – 0 | 4 – 2  | 1 – 0     | 3 – 0 | 2 – 0 | 1 – 0      | 0 – 2    | 1 – 1 | 0 – 3 | 2 – 1      | 2 – 2         |
| Uit   | 2 – 0   | 0 – 0 | 2 – 2         | 3 – 0 | 0 – 3  | 1 – 1     | 2 – 1 | 2 – 0 | 1 – 0      | 1 – 2    | 1 – 0 | 5 – 1 | 1 – 0      | 0 – 0         |

### Beslissingswedstrijd om de 9e, 10e en 11e plaats
| Beslissingswedstrijd 1                                                                           | Oldenzaal                                       | 3 – 1 (1 – 0) | De Graafschap    |
| 27 mei 1962 Plaats: Oldenzaal Het Heuveltje Toeschouwers: 6.000 Scheidsrechter: Lau van Ravens   | Henk Kalsbeek 65', 89' Peter Hoomans 83' (pen.) |               | 85' Joop Willems |
| Beslissingswedstrijd 2                                                                           | De Graafschap                                   | 2 – 0 (1 – 0) | N.E.C.           |
| 3 juni 1962 Plaats: Doetinchem De Vijverberg Toeschouwers7.000 Scheidsrechter: Henk van der Veer | Hennie Oonk 9' Wim van de Schuur 82'            |               |                  |

### KNVB beker
| 1e ronde                                         | De Graafschap              | 2 – 3 (1 – 0) | Zwolsche Boys                                  |
| 21 oktober 1961 Plaats: Doetinchem De Vijverberg | Theo Huls 14' Paul Vet 52' |               | 50', –' Karel van der Woude 57' Freek Schutten |

## Statistieken De Graafschap 1961/1962

### Eindstand De Graafschap in de Nederlandse Tweede divisie 1961 / 1962
| Stand | Gespeeld | Gewonnen | Gelijk | Verloren | Punten | Doelpunten voor | Doelpunten tegen |
| ----- | -------- | -------- | ------ | -------- | ------ | --------------- | ---------------- |
| 10e   | 28       | 10       | 6      | 12       | 26     | 33              | 39               |

### Topscorers
| #              | Naam                  | Goal |
| -------------- | --------------------- | ---- |
| 1.             | Hennie Oonk           | 6    |
| 1.             | Wim van der Schuur    | 6    |
| 3.             | Joop Willems          | 5    |
| 4.             | Ap Bosveld            | 3    |
| 4.             | Jan Roes              | 3    |
| 6.             | Theo Huls             | 2    |
| 6.             | Harry Jansen          | 2    |
| 6.             | David Kettle          | 2    |
| 6.             | Paul Vet              | 2    |
| 10.            | Jimmy Watton          | 1    |
| Eigen doelpunt |                       |      |
| –              | Cor Smulders (N.E.C.) | 1    |
| Totaal         | Totaal                | 33   |

| #      | Naam              | Goal |
| ------ | ----------------- | ---- |
| 1.     | Hennie Oonk       | 1    |
| 1.     | Wim van de Schuur | 1    |
| 1.     | Joop Willems      | 1    |
| Totaal | Totaal            | 3    |

| #      | Naam      | Goal |
| ------ | --------- | ---- |
| 1.     | Theo Huls | 1    |
| 1.     | Paul Vet  | 1    |
| Totaal | Totaal    | 2    |

## Voetnoten
Baronie · EDO · De Graafschap · Helmondia '55 · LONGA · N.E.C. · Oldenzaal · PEC · RCH · Roda Sport · Tubantia · UVS · Velox · Zwartemeer · Zwolsche Boys